# Арройо-Гарденс (Техас)
Арройо-Гарденс (англ. Arroyo Gardens) — переписна місцевість (CDP) в США, в окрузі Камерон штату Техас. Населення — 420 осіб (2020).

## Географія
Арройо-Гарденс розташоване за координатами 26°12′22″ пн. ш. 97°30′1″ зх. д. / 26.20611° пн. ш. 97.50028° зх. д. (26.206095, -97.500342).  За даними Бюро перепису населення США в 2010 році переписна місцевість мала площу 10,31 км², з яких 10,21 км² — суходіл та 0,11 км² — водойми.

## Демографія
Згідно з переписом 2010 року, у переписній місцевості мешкало 456 осіб у 137 домогосподарствах у складі 112 родин. Густота населення становила 44 особи/км².  Було 161 помешкання (16/км²).
Расовий склад населення:
| - 87,5 % — білих - 0,2 % — чорних або афроамериканців - 12,1 % — осіб інших рас |

До двох чи більше рас належало 0,2 %. Частка іспаномовних становила 94,1 % від усіх жителів.
За віковим діапазоном населення розподілялося таким чином: 29,2 % — особи молодші 18 років, 59,0 % — особи у віці 18—64 років, 11,8 % — особи у віці 65 років та старші. Медіана віку мешканця становила 37,1 року. На 100 осіб жіночої статі у переписній місцевості припадало 104,5 чоловіків;  на 100 жінок у віці від 18 років та старших — 93,4 чоловіків також старших 18 років.
За межею бідності перебувало 21,8 % осіб, у тому числі 81,8 % дітей у віці до 18 років та 0,0 % осіб у віці 65 років та старших.
Цивільне працевлаштоване населення становило 175 осіб. Основні галузі зайнятості: освіта, охорона здоров'я та соціальна допомога — 55,4 %, роздрібна торгівля — 24,6 %, транспорт — 14,3 %, виробництво — 5,7 %.